# راس الیوت

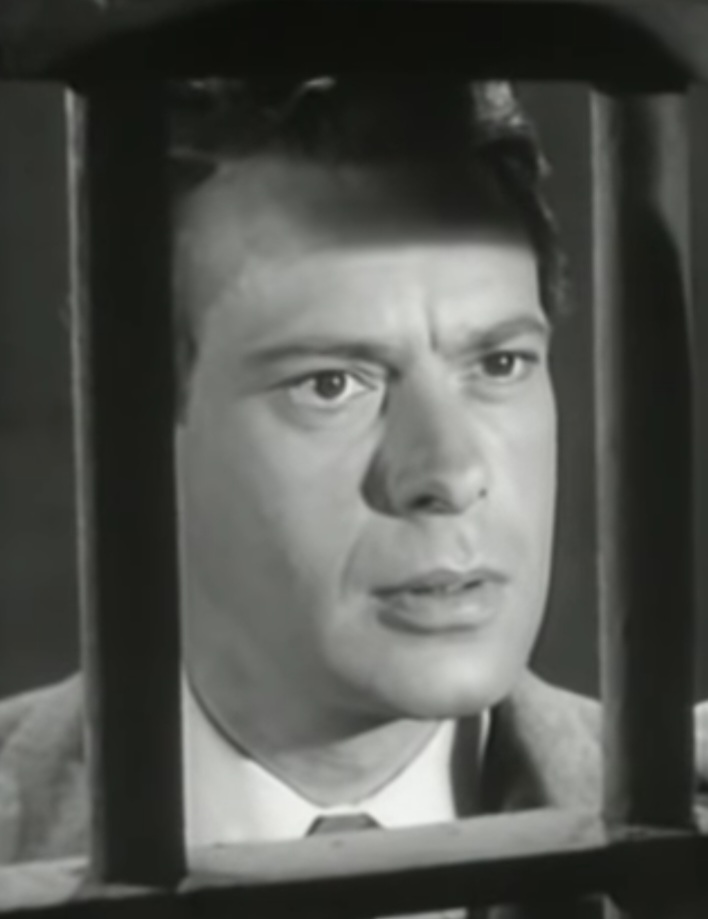
راس الیوت

راس الیوت (انگلیسی: Ross Elliott; ۱۸ ژوئن ۱۹۱۷ – ۱۲ اوت ۱۹۹۹) یک هنرپیشه اهل ایالات متحده آمریکا بود. وی بین سال‌های ۱۹۳۸ تا ۱۹۸۶ میلادی فعالیت می‌کرد.
از فیلم‌ها یا برنامه‌های تلویزیونی که وی در آن نقش داشته‌است می‌توان به قهرمانان کلی، رتیل اشاره کرد.